# Nourdin El Ouali
Nourdin El Ouali, né le 16 octobre 1981 à Rotterdam (Pays-Bas), est un homme politique néerlando-marocain. Ancien représentant de la parti politique Gauche verte, il démissionne en 2013, fonde sa propre parti politique NIDA et prend part à la campagne législative en 2021.

## Biographie
En 2014, El Ouali devient officiellement le chef de parti politique NIDA aux élections communales de 2014. Il estime qu'on trouve dans le Coran toutes les solutions aux crises. NIDA remporte deux sièges dans les élections communales de Rotterdam en tant que président de NIDA. En 2015, El Ouali remporte le prix du Politicien Rotterdamois de l'année.
NIDA forme en février 2018 avec PvdA, Gauche verte, et SP un quator de Links Verbond à Rotterdam. NIDA est retiré du quator après que la parti politique ait comparé Israël et l'État islamique. Les autres partis politique ont ensuite pris leur distance avec NIDA. 
Dans les élections communales de 2018, NIDA fait son retour et remporte à nouveau deux sièges.
Le 5 juillet 2020, Nourdin El Ouali annonce que NIDA participera aux élections législatives néerlandaises de 2021. Le politicien sera victime de plusieurs critiques de la part des autres politiciens et les autres médias, lui reprochant de donner lumière seulement aux personnes qui sont de religion musulmane. NIDA s'en sortira avec zéro siège. 